# DRIV3R
DRIV3R o Driver 3 és un videojoc per a PlayStation 2, PC i Xbox. És la tercera part del videojoc Driver, en el qual el jugador encarna a Tanner, un policia que actua de forma encoberta com conductor a les ordres d'una xarxa de delinqüents. Succeeix al llarg de tres importants ciutats i continents: Miami (Amèrica), Niça (Europa) i Istanbul (Àsia).
Tot i que el joc va ser un èxit comercial, va rebre crítiques diverses quan es va llançar, excepte l'edició per a PC que va rebre comentaris negatius de la crítica. Tot i que es van elogiar els gràfics, la història i la conducció, les crítiques es van centrar en els controls a peu, la mecànica de tir incòmoda i els problemes de rendiment, amb alguns crítics que van acusar Atari d'apressar el llançament del joc per evitar competir amb Grand Theft Auto: San Andreas més tard aquell any. Es van planificar més ports per a GameCube i N-Gage, però més tard es van cancel·lar. El joc va ser succeït per Driver: Parallel Lines (2006), abans de ser seguit per una seqüela directa, Driver: San Francisco, el 2011.

## Jugabilitat

A la imatge, en Tanner és perseguit per la policia, el qual pot pujar-se a qualsevol cotxe, camió o motocicleta i recórrer els carrers de tres ciutats recreades (Miami, Niça i Istanbul) amb més de 411 quilòmetres de carreteres, en més de 25 missions de la història juntament amb alguns personatges de les entrades anteriors.

Driver 3 se centra en una combinació de jocs de món obert realitzats des d'una perspectiva en tercera persona, amb la possibilitat de canviar a diferents angles de càmera en qualsevol moment. El joc consisteix principalment en modes de joc per a un sol jugador: "Undercover", el mode història del joc; "Take A Ride", el mode d'itinerari lliure del joc, que permet als jugadors explorar una de les tres ciutats al seu ritme; i "Driving Games", un mode de repte que consta de tres tipus de jocs basats en cotxes perquè els jugadors els provi, com ara perseguir un criminal que fuig. Igual que amb les entregues anteriors, el joc se centra principalment a conduir per un dels tres escenaris, que consisteixen en recreacions parcials, però fidels de ciutats de la vida real, utilitzant una varietat de vehicles basats en models de la vida real, que van des de sedans i cotxes esportius, a furgonetes, camions. Els vehicles es poden danyar amb el pas del temps, tot i que els jugadors poden deixar el seu vehicle lliurement i canviar a un altre dins de la configuració actual del món del joc en què es troben en qualsevol moment; l'excepció són els vehicles que són fonamentals per al mode història del joc, ja que perdre'ls constitueix un fracàs automàtic. Un sistema de notorietat fa un seguiment de les accions del jugador: qualsevol acció il·legal augmentarà aquest llistó, amb la policia perseguint el jugador si algú ho detecta, i la resposta per evitar que canviï en funció del nivell de notorietat que tingui.
Driver 3 introdueix noves mecàniques de joc a les existents, com ara motos i llanxes ràpides, natació, una barra de salut i combat amb armes. A més de ser arrestats per la policia o fracassar els objectius en el mode història, els jugadors també poden fallar si es queden sense salut sense trobar kits de primers auxilis per recuperar-lo. El combat se centra en l'ús d'armes, basades en models de la vida real i amb una barreja de pistoles, escopetes, rifles d'assalt i metralladores i llançagranades, per enderrocar enemics; totes les armes tenen un límit de munició, excepte l'arma personal del personatge principal, però es poden trobar més coses tractant amb enemics o al voltant de l'entorn del món del joc en què es juga durant Take A Ride.
En el mode encobert, els jugadors duen a terme una sèrie de missions en les quals han d'assolir objectius, fer front a tasques com escapar dels perseguidors, arribar a llocs i acabar amb els culpables. De vegades, el jugador ha de completar els objectius dins d'una condició específica, com ara un límit de temps, amb un fracàs que fa que el jugador hagi de reiniciar la missió. A Take A Ride, els jugadors poden explorar lliurement Miami, Niça o Istanbul, a la recerca de secrets, que consisteixen en cotxes especials i un grup d'NPC hostils basats en el personatge de Tommy Vercetti de Grand Theft Auto : Vice City. Si el jugador completa una missió de la història o abandona Take A Ride, pot optar lliurement per editar un metratge de replay de la seva partida amb diferents angles de càmera i efectes de pel·lícula (és a dir, càmera lenta). La quantitat de metratge que poden editar està predeterminada i de mida restringida.

## Trama
En Tanner és un agent encobert del FBI que en aquesta part de la història se li encomana capturar un perillós grup de mafiosos de Miami anomenats South Beach, liderat per Calita i Lomaz, amb l'ajuda del seu amic i company Jones. Tanner aconsegueix entrar a ser part del grup de gàngsters per detenir-los des de dintre. La banda de South Beach està relacionada amb Solomon Caine (el vestit de blanc i de lents hippy que apareix al Driver 2) i Jericho, el seu guardaespatlles no tan lleial que acaba matant en Caine en un ascensor. South Beach està traficant cotxes, per vendre'ls a uns russos; una vegada confirmada l'operació a Miami, Tanner es dirigeix a Niça, a França, al lloc on coneix Henry Vauban i Didier Doubois, a dos policies francesos que l'ajuden a la seva missió durant la resta de l'operació. A Niça és on, es realitza el tracte de la compra, els cotxes a ser venuts són robats, i guardat en un complex fins a ser transportats fins a l'última ciutat on acaba la trama, Istanbul, Turquia, però abans d'arribar allà, Calita descobreix que en Tanner és un "poli", per la qual cosa intenta matar-lo, i acaba mort l'agent Didier Dubois, al lloc on es retroba amb Jericho després d'haver-li traït a Rio de Janeiro, al Brasil, temps enrere. Una vegada a Istanbul i havent estat descoberta la seva tapadora, Tanner, Jones, i Vauban es disposen a acabar una vegada per sempre amb South Beach i detenir el tracte. A Istanbul es va fer el pagament dels vehicles, per un contacte del qual Tanner ja havia estat informat a Niça per la Calita, però aquest acaba sent assassinat per en Jericho en haver-li pagat "només la meitat". Calita va ser retinguda per Tanner, Jones i Vauban i va ser qui els va informar que ja el lliurament s'havia realitzat i que els cotxes ja estaven amb els seus nous amos a Rússia. Després d'això, en Tanner es llança junt amb Jones, i el poli francès a buscar en Jericho. En Tanner l'aconsegueix amb una emboscada estesa per la policia i li segueix fins que "aparentment" el mata, i en Tanner creient que en Jericho estava ja gairebé mort, es tomba, i Jericho s'aixeca i li dispara. Ja a l'hospital, en Tanner és intervingut per metges turcs sense gaire èxit.

## Cotxes
Encara que no surten els noms dels cotxes durant el videojoc, tots els vehicles han sigut model·lats a partir de vehicles reals amb alguns canvis significatius. Això és el que ha fet probablement Reflections Interactive per no haver de comprar llicències a les respectives marques, ja que elles no volen que els impactes i destrosses durant el videojoc siguin visibles.

### Miami
| Nom del vehicle             | Any  | Màx. velocitat | Potència | Pes     | Motor        | Cilindrada |
| --------------------------- | ---- | -------------- | -------- | ------- | ------------ | ---------- |
| Ferrari 512 BB              | 1984 | 265 Km/h       | 270 CV   | 1273 Kg | V8           | 2926 cm³   |
| Ford Mustang Boss 302       | 1970 | 217 km/h       | 306 CV   | 1265 Kg | V8           | 5409 cm³   |
| Ford Bronco                 | 1980 | 153 km/h       | 195 CV   | 2251 kg | V8           | 5735 cm³   |
| Ford E-Series               | 1980 | 151 km/h       | 185 CV   | 2150 kg | V8           | 4950 cm³   |
| Dodge Challenger            | 1969 | 209 km/h       | 303 CV   | 1554 kg | V8           | 6286 cm³   |
| Lincoln Continental Mark IV | 1977 | 177 km/h       | 218 CV   | 2433 kg | V8           | 7544 cm³   |
| Pontiac Fiero               | 1988 | 233 km/h       | 306 CV   | 1265 kg | V8           | 5409 cm³   |
| Ducati 999                  | 2002 | 274 km/h       | 125 CV   | 198 Kg  | 2 Cyl V twin | 998 cm³    |
| Harley Davidson             | 1980 | 209 km/h       | 110 CV   | 220 kg  | 2 Cyl V twin | 1130 cm³   |
| Ford GT40                   | 1966 | 257 km/h       | 306 CV   | 998 Kg  | V8           | 4736 cm³   |
| Ford F150                   | 1985 | 154 km/h       | 225 CV   | 2350 Kg | V8           | 5735 cm³   |
| Kart                        | -    | 97 km/h        | 34 CV    | 120 Kg  | 2 Cyl V twin | 250 cm³    |
| Chevrolet Corvette          | 1969 | 209 km/h       | 295 CV   | 1472 Kg | V8           | 5735 cm³   |
| Dodge Diplomat              | 1982 | 193 km/h       | 205 CV   | 1675 Kg | V8           | 6555 cm³   |
| AC Cobra                    | 2000 | 238 km/h       | 485 CV   | 1068 Kg | V8           | 6997 cm³   |
| Ford Thunderbird (coupe)    | 1982 | 193 km/h       | 139 CV   | 1550 Kg | V8           | 4950 cm³   |

### Niça
| Nom del vehicle                                  | Any  | Màx. velocitat | Potència | Pes     | Motor     | Cilindrada |
| ------------------------------------------------ | ---- | -------------- | -------- | ------- | --------- | ---------- |
| Fiat Panda                                       | 1980 | 126 km/h       | 33 CV    | 715 Kg  | L4 - SOHC | 1050 cm³   |
| Citroën CX                                       | 1980 | 177 km/h       | 105 CV   | 1265 Kg | L4 - SOHC | 1985 cm³   |
| Renault 5                                        | 1981 | 138 km/h       | 45 CV    | 785 kg  | L4 - SOHC | 956 cm³    |
| Renault Estafette                                | 1978 | 113 km/h       | 45 CV    | 1250 kg | L4 - SOHC | 956 cm³    |
| Volvo (camió)                                    | 1995 | 129 km/h       | 225 CV   | 3785 kg | Diesel    | 3900 cm³   |
| Volvo 440                                        | -    | 169 km/h       | 95 CV    | 1305 kg | L4 - SOHC | 1588 cm³   |
| Lamborghini Countach (edició del 25è aniversari) | 1990 | 274 km/h       | 375 CV   | 1480 kg | V12       | 3929 cm³   |
| Maserati Bora                                    | 1980 | 257 km/h       | 320 CV   | 1400 Kg | V8        | 4930 cm³   |
| Jaguar E-type                                    | 1961 | 240 km/h       | 268 CV   | 1556 kg | V12       | 5343 cm³   |
| BMW 635 CSi                                      | 1983 | 222 km/h       | 238 CV   | 1530 Kg | L6 - SOHC | 3210 cm³   |
| Rover Maestro                                    | 1990 | 159 km/h       | 90 CV    | 1000 Kg | L4 - SOHC | 1580 cm³   |
| Mercedes-Benz SL 280 (descapotable)              | 1994 | 227 km/h       | 256 CV   | 1895 Kg | V8        | 4966 cm³   |
| Hot rod                                          | -    | 217 km/h       | 303 CV   | 1450 Kg | V8        | 6286 cm³   |
| VW Microbus                                      | 1967 | 121 km/h       | 44 CV    | 1675 Kg | Fiat 4    | 1588 cm³   |
| Aston Martin Vantage                             | 1978 | 198 km/h       | 150 CV   | 1315 Kg | L4 - SOHC | 1766 cm³   |
| Peugeot 505 (taxi)                               | 1986 | 172 km/h       | 83 CV    | 920 Kg  | L4 - SOHC | 1585 cm³   |
| Elevador                                         | 1990 | 48 km/h        | 33 CV    | 1056 Kg | Diesel    | 660 cm³    |
| Suzuki GSX1300R                                  | 2003 | 274 km/h       | 110 CV   | 180 Kg  | L4 - DOHC | 929 cm³    |
| Audi 80                                          | 1991 | 198 km/h       | 150 CV   | 1315 Kg | L4 - SOHC | 1766 cm³   |

### Istanbul
| Nom del vehicle            | Any  | Màx. velocitat | Potència | Pes     | Motor           | Cilindrada |
| -------------------------- | ---- | -------------- | -------- | ------- | --------------- | ---------- |
| Alpine A110                | 1975 | 201 km/h       | 180 CV   | 700 Kg  | L4 - SOHC       | 1795 cm³   |
| Ford F150                  | 1980 | 154 km/h       | 225 CV   | 2350 Kg | V8              | 5735 cm³   |
| Dacia 1300                 | 1968 | 145 km/h       | 60 CV    | 935 kg  | L4 - SOHC       | 1585 cm³   |
| BMW 507                    | 1959 | 175 km/h       | 105 CV   | 1160 kg | L4 - SOHC       | 2999 cm³   |
| Chevrolet Biscayne (sedan) | 1964 | 153 km/h       | 115 CV   | 1515 kg | V8              | 6268 cm³   |
| Auto Union (1000)          | 1938 | 167 km/h       | 150 CV   | 1699 kg | L4 - DOHC       | 4589 cm³   |
| Bugatti Type 57 SC Coupe   | 1937 | 193 km/h       | 210 CV   | 1050 kg | L8 - DOHC       | 3257 cm³   |
| Nissan 240Z                | 1968 | 204 km/h       | 150 CV   | 1200 Kg | L6 - SOHC       | 2565 cm³   |
| Chevrolet Bel Air          | 1957 | 185 km/h       | 147 CV   | 1830 kg | V8              | 5735 cm³   |
| Vespa                      | 1970 | 88 km/h        | 23 CV    | 65 Kg   | 2 Stroke single | 70 cm³     |
| Ducati Monster (S4)        | 2001 | 225 km/h       | 122 CV   | 174 Kg  | 2 Cyl V twin    | 748 cm³    |

## Armes
Les armes del Driver 3 són:
- SIG Sauer P226 9mm (l'arma personal d'en Tanner)
- Beretta Model 92FS M9 (Arma de la policia)
- Beretta Model 92FS (SD) M9
- Heckler & Koch MP5SD3
- Remington 870 Shotgun
- UZI Machine Pistol (l'arma personal d'en Jones)
- Ingram MAC 12 Machine Pistol
- Colt M16 Assault Rifle
- M79 Grenade Launcher

## Banda sonora de Driv3r
1. C'mon And Try - Mellowdrone
2. Big Brat - Phantom Planet
3. Gimme Danger - Iggy and the Stooges
4. Bowels Of The Beast - The Raveonettes
5. Boy From The City - SLO-MO
6. Destiny - Syntax
7. Ripe For The Devil - Okuniev
8. Move Over - Teddybears STHLM
9. The 2nd Evolution/Stand Off - Narco
10. Evil Brother - Narco
11. Black Thread - Los Halos
12. Exit - Stateless
13. Zero PM - The BellRays
14. Static In The Cities - Hope of the States
15. Streets of Miami - Narco

## Desenvolupament
El joc tenia un pressupost de desenvolupament de 17 milions de dòlars i un pressupost de màrqueting de 17 milions de dòlars.
El joc va estar en desenvolupament durant uns tres anys i mig. Es va prestar especial atenció a la representació de les ciutats de Miami, Niça i Istanbul. La música del joc va ser composta per Marc Canham, Rich Aitken i Narco.
El joc va ser anunciat originalment per Infogrames el 17 de juliol de 2002 per a un llançament de 2003.
Atari també va gravar un vídeo promocional curt sobre Driver 3 anomenat Run the Gauntlet.

## Crítica
Després d'una extensiva campanya, el Driv3r va tenir una pobre reacció de la crítica, ja que la majoria de pàgines webs i revistes especialitzades van obtenir uns resultats mediocres; IGN i GameSpot van posar-li un 5,4 de 10. Tanmateix, dos revistes publicades per Future Publishing (PSM2 & OXM) li van posar un 9 de 10.
El Driv3r va ser criticat per la nul·la jugabilitat amb el combat cos-a-cos o amb armes blanques. Però també es critica per les poques missions 'a peu'. En el Driver 2 també es van obtenir les mateixes observacions.
Driver 3 va rebre crítiques "mixtes o mitjanes" a totes les plataformes excepte a la versió per a PC, que va rebre "crítiques generalment desfavorables", segons l'agregador de ressenyes de videojocs Metacritic.
The Times li va donar cinc estrelles, dient: "Els gràfics són divins, amb grans entorns urbans i xocs espectaculars. Els cotxes es manegen bé i cada vehicle té les seves pròpies característiques. No obstant això, aquest no és un joc de conducció fàcil, una de les raons per les quals, a part, té una qualificació de 16+". Playboy li va donar un 88% i va declarar: "La teva investigació es posa en marxa en persecucions de cotxes temeraris a través de més de 150 milles d'autopistes i carrers de la ciutat en recreacions detallades de Miami, Niça i Istanbul on s'enfonsa de manera realista". However, The Cincinnati Enquirer li va donar tres estrelles de cinc i va qualificar els seus controls i animació de "no responen i rígids".
El videojoc va guanyar el premi MegaGames.com com el Pitjor Videojoc del 2005.
També es critica l'ús de la "doble velocitat" dels vehicles IA de la policia, una manera perquè els vehicles s'acostin de manera ràpida però també irreal darrere del vehicle del jugador perquè sigui més difícil, en una fugida.

### "DRIV3Rgate"
Mentre que Driver 3 va rebre crítiques majoritàriament contradictòries, dos punts de venda operats per Future plc, PSM2 i Xbox World, van donar al joc puntuacions 9/10. Aquesta disparitat va portar a alguns jugadors i periodistes a afirmar que l'accés anticipat que Atari va donar a Future estava condicionat a rebre qualificacions favorables, però Atari i Future van negar qualsevol delicte. L'incident va ser titulat "Driv3rgate".
Després de les acusacions de correcció de revisions, els fòrums de GamesRadar (també operats per Future) es van omplir de publicacions crítiques, moltes de les quals van ser esborrades pels moderadors. Tot i que es va dir que es van eliminar els comentaris per difamació, alguns usuaris van sospitar d'un encobriment. Alguns comentaris que defensaven Driver 3 i Future van ser rastrejats pels moderadors del fòrum a Babel Media, una empresa de màrqueting que va fer ús d'astroturfing. Els usuaris van admetre que treballaven per a Babel, però van dir que publicaven a títol personal, no per a Babel. Finalment, el fil es va suprimir completament.

### Vendes
La versió de PlayStation 2 de Driver 3 va rebre un premi de vendes "Platinum" de l'Entertainment and Leisure Software Publishers Association (ELSPA), indicant vendes d'almenys 300.000 còpies al Regne Unit. El joc va vendre més de 3 milions de còpies el desembre de 2004.